# Толстовка (Безенчукский район)
Толсто́вка — село в Безенчукском районе Самарской области России. Входит в состав сельского поселения Купино.

## География
Село находится в центральной части Самарской области, в пределах Восточно-Европейской равнины, в степной зоне, на левом берегу ерика Черновка, при автодороге 36Н-097, на расстоянии примерно 10 км (по прямой) к востоку от посёлка городского типа Безенчук, административного центра района. Абсолютная высота — 36 м над уровнем моря.
Климат
Климат характеризуется как умеренно континентальный. Среднегодовая температура — 4,6 °C. Средняя температура воздуха самого тёплого месяца (июля) — 21,1 °C (абсолютный максимум — 41 °C); самого холодного (января) — −12,3 °C (абсолютный минимум — −47 °C). Среднегодовое количество атмосферных осадков составляет 466 мм, из которых около 306 мм выпадает в период с апреля по октябрь. Снежный покров образуется в третьей декаде ноября и держится в течение 141 дня.
Часовой пояс
Село Толстовка, как и вся Самарская область, находится в часовой зоне МСК+1. Смещение применяемого времени относительно UTC составляет +4:00.

## Население
| 2010 | 2012 | 2013 | 2014 | 2015 | 2016 |
| ---- | ---- | ---- | ---- | ---- | ---- |
| 59   | ↘48  | ↗66  | ↘49  | ↗63  | ↗67  |

Половой состав
По данным Всероссийской переписи населения 2010 года в гендерной структуре населения мужчины составляли 47,5 %, женщины — соответственно 52,5 %.
Национальный состав
Согласно результатам переписи 2002 года, в национальной структуре населения русские составляли 90 % из 52 чел.

## Известные уроженцы
- Мосталыгин, Григорий Петрович (1925—2007) — советский и российский учёный в области машиностроения.